# Xavier Bellés i Ros
Xavier Bellés i Ros (Barcelona, 23 de juliol de 1952) és un biòleg català especialitzat en entomologia, professor d'investigació ad honorem del Consell Superior d'Investigacions Científiques (CSIC).
Es va llicenciar en Ciències Biològiques a la Universitat de Barcelona l'any 1971 i es va doctorar a la mateixa universitat el 1984 amb una tesi sobre un grup de ptínids (Ptinidae), una família de coleòpters, amb la descripció dos gèneres i una espècie nous. Ha participat en expedicions científiques en països americans (Cuba, Equador, Mèxic, Perú), africans (Egipte, Tunísia) i asiàtics (Birmània, Indonèsia, Nepal i Tailàndia). Al llarg de la seva carrera de recerca ha descrit 67 espècies i 21 gèneres de coleòpters nous, a més d'una tribu i una subfamília).
Entre el novembre del 2004 i el juny del 2008 va ser coordinador de l'àrea de Recursos Naturals del CSIC. Va ser el primer director, des de l'any 2008 fins al febrer de 2017, de l'Institut de Biologia Evolutiva, centre mixt del CSIC i la Universitat Pompeu Fabra). És membre numerari de l'Institut d'Estudis Catalans, de la Reial Acadèmia de Ciències i Arts de Barcelona, i corresponent de la Real Academia de Ciencias Exactas Físicas y Naturales de Madrid. A més de la seva tasca de recerca, s'ha dedicat a la divulgació científica; és col·laborador de la revista Mètode i autor de diversos llibres de divulgació.
Ha estat guardonat amb el Prix Maurice et Therèse Pic de la Société Entomologique de France (1985), amb el Premi de Literatura Científica de la Fundació Catalana per a la Recerca (2003), amb el premi Prisma Casa de las Ciencias de l'Ajuntament d'A Coruña (2009), i és soci d'Honor de la Sociedad Española de Biología Evolutiva.
L'any 2021 Xavier Bellés va fer donació al Museu de Ciències Naturals de Barcelona d'una part de la seva col·lecció de coleòpters que comprèn els grups que va estudiar més detalladament en la primera època de la seva carrera d'investigador El seu Índex-h de producció científica era de 56 el juliol de 2024.

## Llibres
- Entendre la biodiversitat (La Magrana, 1996) ISBN 84-7410-856-X
- Supervivientes de la biodiversidad (Rubes, 1998) ISBN 84-497-0091-4
- El teatre dels insectes (Rubes, 2003; premi de Literatura Científica de la Fundació Catalana per a la Recerca) ISBN 84-497-0144-9
- Els bestiaris medievals: llibres d'animals i símbols (Dalmau, 2004) ISBN 84-232-0662-9
- Vivir dos vidas. Un viaje por la metamorfosis de los insectos (Museos Científicos Coruñeses, 2009; premi Prisma de divulgació)
- Bestiari. Bestiari català (Mètode / IEC, 2010) ISBN 978-84-370-7971-4
- La metamorfosis de los insectos (Los Libros de la Catarata / CSIC, 2013) ISBN 978-84-00-09088-3 ISBN 978-84-8319-798-1
- Insect Metamorphosis. From Natural History to regulation of Development and Evolution (Academic Press, 2020) ISBN 9780128130209
- Una mirada nova. El naixement de l'entomologia (Mètode, 2022)